# Гусев, Александр Петрович (государственный деятель)
Алекса́ндр Петро́вич Гу́сев (5 июня 1943, пос. Тепловая, Кировградский горсовет, Свердловская область, РСФСР, СССР — 15 июня 2021, Асбест, Свердловская область, Россия) — советский партийный и государственный деятель, 1-й секретарь Свердловского обкома КПСС в 1990 г.

## Образование
В 1967 году окончил радиотехнический факультет Уральского политехнического института им. С.М. Кирова по специальности «автоматика и телемеханика», инженер-электрик.
Кандидат технических наук (1976).

## Биография
Родился 5 июня 1943 г. в п. Тепловая Кировградского горсовета Свердловской области в семье служащего. Учился в школе п. Лёвиха, после окончания которой два года работал учеником токаря и токарем на Лёвихинском руднике Кировградского медеплавильного комбината. В 1962—1967 гг. учился в институте.
После окончания института полгода проработал инженером на Среднеуральской ГРЭС, затем переехал в город Асбест, где работал в институте «ВНИИпроектасбест»: инженер, старший инженер, руководитель группы лаборатории. В 1974—1975 гг. учился в очной аспирантуре Свердловского горного института, которую окончил с защитой диссертации, после продолжил работу во ВНИИпроектасбесте: руководитель сектора, заведующий лабораторией, заведующий отделом обогатительного оборудования.
В июле 1983 года перешёл на партработу и избран 2-м секретарём Асбестовского горкома КПСС, с января 1986 — 1-й секретарь горкома. Одновременно в марте 1990 г. избран депутатом и председателем Асбестовского горсовета. 7 апреля 1990 г. тайным альтернативным голосованием был избран 1-м секретарём Свердловского обкома КПСС. К моменту избрания Гусева роль обкома в системе управления областью значительно понизилась. 2 июня 1990 г. после доклада на пленуме обкома объявил о добровольной отставке, рекомендовав своим преемником 2-го секретаря обкома В.Д. Кадочникова. Впоследствии Гусев сосредоточился на работе в должности председателя Асбестовского горсовета, который возглавлял вплоть до роспуска осенью 1993 г.
С 1993 года работал в бизнес-структурах: директор ТОО «ДМК» (1993—1999), генеральный, затем исполнительный директор ЗАО «Заречный» (с апреля 1999 г.).
Делегат XIX всесоюзной партконференции и XXVIII съезда КПСС.
Скончался 15 июня 2021 года в Асбесте. 

## Награды
- медаль «За трудовую доблесть» (март 1981)
- знак ВЦСПС (ноябрь 1976)